# Rainer Rauffmann
Rainer Rauffmann (ur. 26 lutego 1967 w Kleve) – cypryjski piłkarz pochodzenia niemieckiego grający na pozycji napastnika.

## Kariera klubowa
Karierę piłkarską Rauffmann rozpoczął w amatorskim klubie o nazwie SpVgg Ebermannsdorf. W 1987 roku trafił do FC Amberg, a w 1991 roku został piłkarzem drugoligowego Blau-Weiß 90 Berlin. Tam grał przez sezon, a następnie przeszedł do innego drugoligowca, SV Meppen, którego zawodnikiem był przez trzy lata. W 1995 roku podpisał kontrakt z Eintrachtem Frankfurt. W Bundeslidze zadebiutował 12 sierpnia 1995 w meczu z Karlsruher SC (2:2) i w debiucie zdobył gola. W barwach Eintrachtu rozegrał łącznie 26 spotkań i strzelił 4 gole.
W 1996 roku Rauffmann przeszedł do Arminii Bielefeld, a 16 sierpnia rozegrał w niej swoje pierwsze spotkanie, zremisowane 0:0 z Borussią Mönchengladbach. W trakcie sezonu został wypożyczony do austriackiego LASK Linz.
W 1997 roku Rauffmann trafił na Cypr i został zawodnikiem tamtejszej Omonii Nikozja. W pierwszym sezonie gry w tym klubie zdobył 42 bramki i wywalczył po raz pierwszy tytuł króla strzelców ligi cypryjskiej. Omonia została wówczas wicemistrzem kraju. Sezon później strzelił 35 bramek i ponownie był najlepszym strzelcem ligi, a Omonia była w niej druga. W kolejnych dwóch sezonach Rauffmann także zostawał królem strzelców – zdobywał odpowiednio 34 i 30 goli. W 2000 roku wywalczył z wicemistrzostwo Cypru oraz Puchar Cypru. W 2001 i 2003 roku został mistrzem kraju. Karierę piłkarską zakończył w 2004 roku. W barwach Omonii strzelił 191 goli w 152 meczach i jest najskuteczniejszym zawodnikiem w historii klubu.
| Sezon   | Klub                | Kraj    | Rozgrywki     | Mecze | Bramki |
| ------- | ------------------- | ------- | ------------- | ----- | ------ |
| 1991/92 | Blau-Weiß 90 Berlin | Niemcy  | 2. Bundesliga | 18    | 6      |
| 1992/93 | SV Meppen           | Niemcy  | 2. Bundesliga | 38    | 8      |
| 1993/94 | SV Meppen           | Niemcy  | 2. Bundesliga | 35    | 14     |
| 1994/95 | SV Meppen           | Niemcy  | 2. Bundesliga | 32    | 15     |
| 1995/96 | Eintracht Frankfurt | Niemcy  | Bundesliga    | 26    | 4      |
| 1996/97 | Arminia Bielefeld   | Niemcy  | Bundesliga    | 4     | 0      |
| 1996/97 | LASK Linz           | Austria | Bundesliga    | 15    | 3      |
| 1997/98 | Omonia Nikozja      | Cypr    | Division A    | 25    | 42     |
| 1998/99 | Omonia Nikozja      | Cypr    | Division A    | 26    | 35     |
| 1999/00 | Omonia Nikozja      | Cypr    | Division A    | 26    | 34     |
| 2000/01 | Omonia Nikozja      | Cypr    | Division A    | 24    | 30     |
| 2001/02 | Omonia Nikozja      | Cypr    | Division A    | 23    | 16     |
| 2002/03 | Omonia Nikozja      | Cypr    | Division A    | 25    | 32     |
| 2003/04 | Omonia Nikozja      | Cypr    | Division A    | 4     | 3      |

## Kariera reprezentacyjna
W 2002 roku Rauffmann otrzymał cypryjskie obywatelstwo i został powołany do reprezentacji Cypru. W tym samym roku zadebiutował w niej, a potem grał w meczach eliminacji do Euro 2004, w których strzelił 2 gole: z Maltą (2:1) i z Izraelem (1:1). Do 2003 roku łącznie zagrał w kadrze 5 razy i zdobył 3 gole.